# Extrusión kárstica

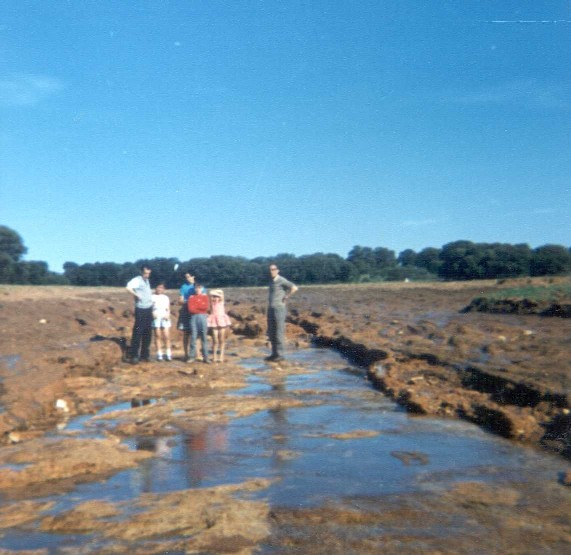
Socavón de la extrusión freática en la Cañada del Canutillo. Jun, 1971 (Villarrobledo, Albacete)

Se denomina extrusión kárstica o extrusión freática  al fenómeno hidrogeológico de naturaleza fundamentalmente kárstica (ver karst), que acontece en zonas de calizas y/o dolomías fisuradas, de topografía generalmente llana (como por ejemplo, los parajes de La Mancha). A modo de surgencias espontáneas y violentas de flujos ascendentes de agua subterránea, de gran caudal a manera de un volcán; llegando incluso a expulsar trozos de roca al aire, y produciendo socavones de más de 1 metro de profundidad. Tienen lugar en las épocas de una importante recarga freática (ver nivel freático), después de haberse producido unas precipitaciones anormalmente elevadas, principalmente de nieve.
Debemos de diferenciar claramente estos eventos, de los denominados "géiser". Estos localizados en zonas volcánicas como resultado de presiones ocasionadas por el calor magmático sobre las bolsas de agua subterránea, que las impulsa de modo intermitente hacia el exterior; casos singulares también citados en algunos sectores de La Mancha (Campo de Calatrava).
Así mismo, de modo ortodoxo, también hemos de diferenciar los fenómenos de extrusión, de aquellos otros de tipo periódico más comunes, en la forma de rebosamientos o "trop plein"; de los cuales se diferencian, principalmente, en la peridiocidad del evento: estos últimos anuales, frente a aquellos de periodo hiper- o plurianuales; además de las distintas morfologías específicas: conductos regulares para las surgencias de agua trop plein, frente a los espontáneos y violentos socavones y emisiones de agua sobre el terreno en las extrusiones. No obstante, ambos fenómenos pueden tener contextos geomorfológicos y génesis relacionadas, que es por lo que hasta hace unos años, ambos casos no se hayan reconocido diferenciados.

## Características generales
- Los fenómenos de extrusión kárstica en La Mancha a consecuencia del aumento de precipitaclones, son excepcionales, pero no singulares. Pueden haber sido a lo largo de los tiempos arcanos tan típicos como históricamente lo han sido el queso o el vino.

- Se deben a sobrecargas piezométricas del agua subterránea (de acuíferos libres convertidos de modo natural en cautivos), que en un momento vuelven a romper o a abrir las antiguas fisuras kársticas taponadas por sedimentos compactos de descalcificación.

- La característica principal de estos eventos, es la irrupción violenta del agua subterránea con carácter artesiano y temporal, de una forma ascendente y muy estrepitosa.

- No se pueden considerar fenómenos periódicos, sino ocasionales, aunque muy relacionados con la estadística de los máximos pluviométricos (se sugiere máximas posibilidades cada 80 a 100 años, como “Período de retorno”).

- Para que se produzcan estas extrusiones freáticas kársticas, es necesario que existan precipitaciones excepcionales, como las de final del año 1970 y primera mitad de 1971, además, de nieve, siempre bajo unas condiciones precedentes de buena cementación de las fisuras superficiales, hasta la fase de “destaponamiento” de las cámaras de presión traspasado el momento crítico de sobrepresión.

- En la actualidad, mientras se mantengan los fuertes regímenes de explotación general de las aguas subterráneas, se pronostica una probabilidad de repetición prácticamente nula. No obstante, si se volvieran a recuperar los niveles de antaño, es muy posible que el actual estado de sobreexplotación haya contribuido muy positivamente a acelerar los procesos de cementación en muchas zonas, que hayan permitido la creación de nuevos “tapones” que esperan su ocasión de "descorche".

## Explicación del fenómeno

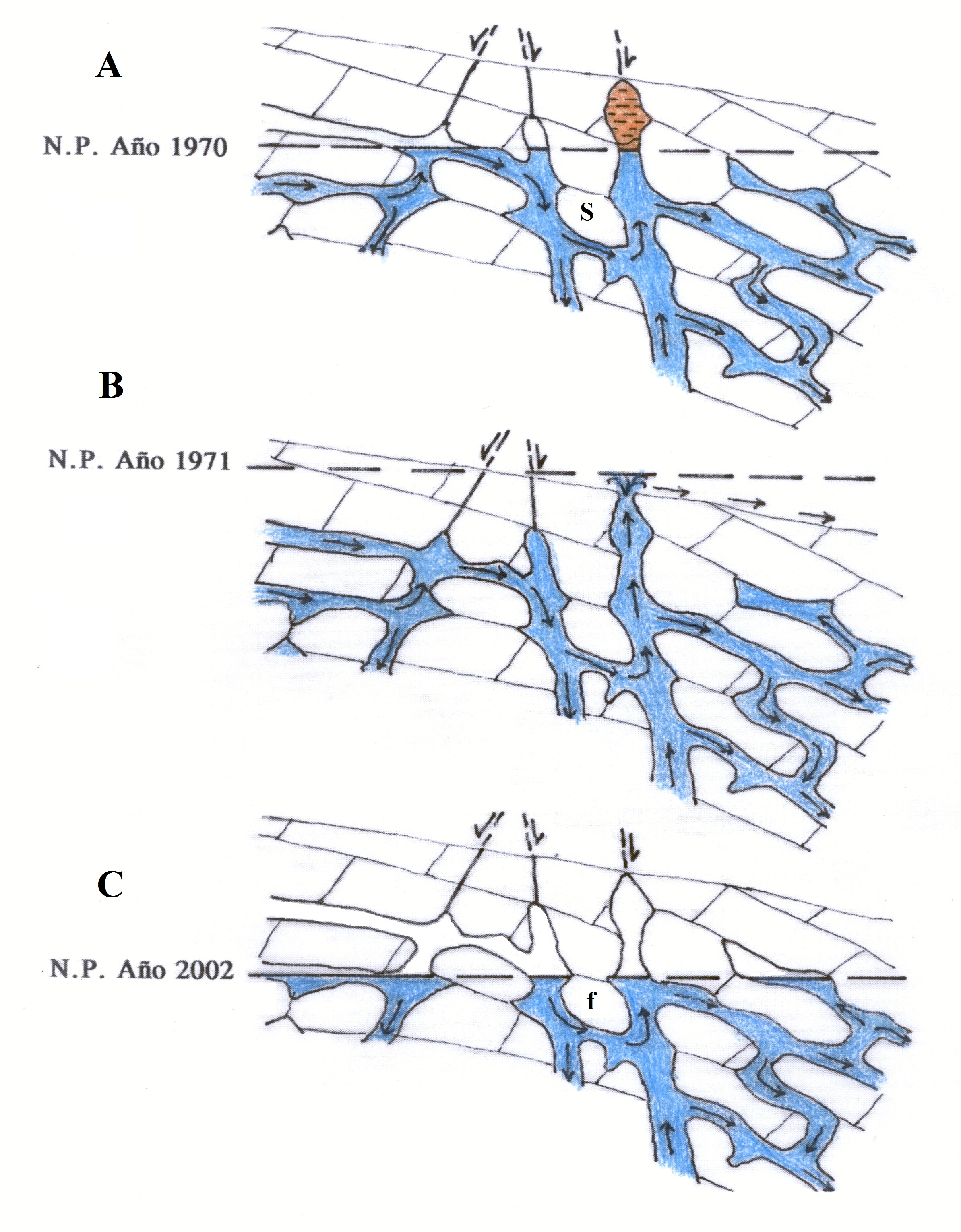
Esquema de funcionamiento del fenómeno de extrusión freática (Rodríguez Estrella & García Mariana, 2003)

Un modelo aproximado a la explicación de este singular fenómeno, es el siguiente:

### a) Fase de sellado
Al principio, las grietas están selladas, posiblemente debido a arcilla de descalcificación típica de los procesos de disolución/acumulación que suelen darse en la banda superior de la fluctuación estacional del nivel freático con la zona vadosa del subsuelo. Dicha arcilla puede endurecerse y cementarse cuando los niveles estacionarios pasan a estabilizarse a una mayor profundidad por debajo de los precedentes históricos; de este modo se clausuran ciertos orificios o grietas que anteriormente se abrían al exterior en otras épocas. En este momento existen cámaras subterráneas donde el agua está a la presión atmosférica (f), pero en otras zonas hay cementación de las grietas del techo, donde se instalan sifones de presión (s) donde el agua empuja el techo de la cámara.

### b) Fase de sobrepresión
Se produce una importante recarga del manto subterráneo (copiosas precipitaciones, especialmente de nieve), que van creando tensiones acumuladas, de tal manera, que cuando vencen la resistencia que ofrecían aquellos parches suprayacentes tubulares, a modo de "tapones" de arcilla compacta, el "descorche" es tan violento y precipitado, que el agua a presión (como nivel piezométrico), inunda rápidamente el resto de los otros posibles huecos y grietas superiores conectados con la superficie, transformando toda su energía potencial en un trabajo cinético de flujo ascendente, con desgarre y arrastre de los sedimentos internos, y expulsión vertical de agua, y deslizamiento lateral del lodo en cobertera; todo acompañado por un estrépitoso ruido sordo tal vez silbante en sus inicios.

### c) Fase de relajación
El sistema se comporta según un acuífero libre, con sus normales fluctuaciones estacionarias a la espera de otro posible sifonamiento de presión y sobrepresión.

## Registro histórico de Pluviometría en Albacete

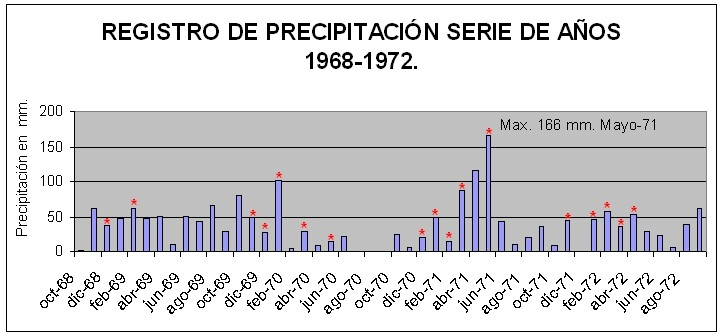
Diagrama de precipitación histórica en el Campo de Montiel (Albacete). (Rodríguez Estrella & García Mariana, 2003). En asterisco, precipitaciones de nieve.

Entre diciembre de 1970 y enero de 1971, se alcanzaron en Albacete temperaturas ínfimas, registrándose la mínima absoluta histórica de los -24 °C, (el día 3-1-1971). En estas fechas de invierno y en su continuación de primavera, las precipitaciones continuaron igual de importantes, tanto en la forma de lluvia como de nieve, que unido al intenso frío, el hielo ocasionaba un aumento en la tasa de infiltración sobre el subsuelo calizo de ciertas áreas del Campo de Montiel, y en concreto, sobre las principales zonas de recarga freática (cañadas y lagunas).
Las fuertes lluvias de primavera, pues, unido a las máximas precipitaciones de nieve que incluso se prolongaron hasta mayo, hizo que se produjera una extraordinaria recarga de sobrepresión en los sifones internos de ciertas fisuras subterráneas, siguiendo las principales direcciones de fracturas tectónicas, como las de la Cañada del Canutillo (Villarrobledo, Albacete), que a mediados de junio de 1971, hizo que se diera en ésta, una de las últimas y más recordadas extrusiones kársticas registradas.